# Mustapha Harun
Datu Haji Mustapha bin Datu Harun, o Tun Mustapha Harun (n. Kudat, 31 de julio de 1918 - f. Kota Kinabalu, 2 de enero de 1995) fue un político malasio, líder y fundador del partido USNO. Fue el tercer Ministro Principal (Gobernador) del Estado de Sabah, y el primero elegido democráticamente.
En 1963, fue instalado como Yang di-Pertua Negeri de Sabah, cargo que abandonó en 1965. Poco después de la anexión de Sabah a Malasia, Harun fundó su propio partido, la Organización Nacional Unida de Sabah (USNO), por la cual fue candidato a gobernador en las primeras elecciones libres del nuevo estado. La USNO obtuvo la victoria y el 12 de mayo de 1967 Harun se convirtió en gobernador. En 1971, la oposición boicoteó los comicios y Harun fue reelegido sin oposición. Durante su mandato, la USNO se unió al Barisan Nasional (coalición gobernante de la Federación), pero la relación real entre Harun y el gobierno federal nunca fue buena. Si bien el segundo mandato de Harun se extendía hasta al menos 1976, el 1 de noviembre de 1975 fue retirado del cargo por el gobierno de Abdul Razak Hussein, que lo acusó de intentar forzar la secesión de Sabah de Malasia. Fue sucedido por Mohamad Said Keruak, quien gobernaría hasta las elecciones de 1976, en las cuales la USNO fue derrotada y perdió para siempre la gobernación de Sabah.
Su legado es bastante controvertido. Harun es habitualmente recordado como el "padre de la independencia de Sabah" y también el "padre del desarrollo de Sabah". Sin embargo, durante su mandato fueron objeto de controversia la gran cantidad de violaciones a la libertad de religión y la corrupción endémica de la que fue acusado repetidas veces su gobierno. El partido opositor BERJAYA, que ganaría las elecciones posteriores a su deposición, lo describió como un dictador que se dedicó a malversar grandes sumas de dinero de las arcas del estado (principalmente a través de concesiones madereras) para mantener su estilo de vida lujoso.

## Primeros años
Mustapha no nació en ninguna parte del archipiélago de Sulu, pero es un pariente lejano del sultán de Sulu. Nació en Kampung Limau-limauan, Kudat, en la entonces colonia británica de Borneo del Norte. Él es de origen Suluk - Bajau.
Durante la Segunda Guerra Mundial, fue buscado por las fuerzas japonesas debido a las rebeliones que dirigió contra ellos, principalmente en Kudat durante la ocupación japonesa. Pero cuando no pudieron encontrarlo, atraparon a su hermano menor y finalmente lo mataron luego de que este se negara a revelar su ubicación. Albert Kwok invitó a Mustapha a unirse a la rebelión de Jesselton pero aconsejó a Kwok que esperara y se preparara, diciendo que no era el momento adecuado para la insurrección. Sin embargo, Kwok se vio obligado a lanzar la revuelta antes de lo previsto porque los chinos iban a ser reclutados por los japoneses. Kwok se unió a la revuelta junto con Suluks y Bajaus bajo Panglima Ali. La revuelta fracasó y los japoneses participaron en masacres a gran escala de civiles indígenas, incluidas mujeres y niños, especialmente de la comunidad Suluks.

## Yang di-Pertuan Negeri
En 1961, Mustapha fundó la Organización Nacional Unida de Sabah, más conocida por su acrónimo USNO. Junto a Donald Stephens, a menudo son acreditados como los precursores de la independencia de Sabah del Reino Unido y su posterior anexión para formar la Federación de Malasia en 1963. Cuando Malasia se formó el 16 de septiembre de 1963, se convirtió en el primer Yang di-Pertua Negeri de Sabah. Abandonó el cargo el mismo día dos años después, el 16 de septiembre de 1965.

## Gobernador de Sabah

### Llegada al poder
Tras la fusión de Sabah al resto de la Federación de Malasia, se realizaron elecciones indirectas para el primer gobierno del estado. Las elecciones directas finalmente se celebraron en 1967, y la USNO obtuvo una amplia victoria, convirtiéndose Harun en Ministro Principal (Gobernador) de Sabah para el período 1967-1972. En las elecciones federales de 1969, la USNO ganó por amplio margen en Sabah (aunque solo representó un 1.33% del voto a nivel nacional) y se quedó con 13 escaños en el Dewan Rakyat.
A pesar de que la USNO se unió al Barisan Nasional (Frente Nacional) en 1973 y, por lo tanto, estaba representada en el gobierno federal, las relaciones entre Harun y el gobierno de Abdul Razak Hussein nunca fueron del todo buenas. El liderazgo de la UMNO estaba preocupado por ciertas posiciones tomadas por Mustapha, en particular, su intención o amenaza de separarse de Malasia. Mustapha también se negó a firmar un acuerdo petrolero con el gobierno federal que establecía que solo el 5% de los ingresos petroleros de Sabah se le darían al estado. Mustapha exigió al menos un 30% de lo extraído para el desarrollo de Sabah.

### Obra de gobierno y controversias
Mustapha también logró convertir a un número significativo de indígenas no musulmanes en Sabah en musulmanes. Además de su participación en política y religión (Islam), también hizo contribuciones en la educación de Sabah. Planteó la idea de formar Sabah Foundation ( Yayasan Sabah ) y fue responsable de la creación de la primera universidad, Universiti Kebangsaan Malaysia (UKM) Sabah Campus, y también la creación de ITM (Institut Teknologi Mara). También fue el Jefe Adjunto de PERKIM, cuando Tunku Abdul Rahman era el Presidente y también el tiempo de Patinggi Taib. Fue director de la Asociación Islámica de Sabah del Reino Unido (USIA) y miembro de RISEAP.
El gobierno de Harun es recordado por los católicos de Sabah por imponer al pie de la letra las leyes de inmigración al negar a los sacerdotes extranjeros que no han obtenido la residencia permanente la extensión de sus visas. Todos los sacerdotes que objetaron su expulsión por hacer obras religiosas entre los católicos fueron arrestados al usar Harun sus poderes como el presidente del Comité de Operación de Seguridad del Estado y el CM del Gobierno del Estado de Sabah.
Bajo sus órdenes, el 2 de diciembre de 1972, la policía realizó una redada en las misiones de Tambunan, Papar, Bundu Tuhan y Kuala Penyu. Las redadas en Tambunan y Papar fueron exitosas, programadas temprano en la mañana con las cuerdas de campanas de la iglesia cortadas para evitar que se usen para advertir a la gente. Los sacerdotes estuvieron en Kapayan mucho antes de que los feligreses lo supieran. La incursión en Kuala Penyu costó la detención de 600 católicos. Para evitar enfrentamientos, a las 11 a. M. Se enviaron refuerzos para arrestar a un sacerdote. El 15 de diciembre, más sacerdotes fueron arrestados en Keningau, Tenom y Limbahau. Al enterarse de lo sucedido, los sacerdotes que aún permanecían libres no tuvieron más opción que huir de Sabah o bien abandonar el sacerdocio.
Mientras que el Acuerdo de los 20 Puntos por el que el Norte de Borneo se unió a Malasia expresaba claramente que no debía haber una religión de estado, y que se debía preservar la secularización del país, Mustapha era partidario de islamizar Sabah y convertir la religión musulmana en religión oficial del estado, cosa que intentó hacer mediante una enmienda constitucional varias veces. Patrocinó activamente la creación de Asociación Islámica Unida de Sabah (USIA) el 14 de agosto de 1969, que se inspiró en agencias similares que ya existían en Malasia Occidental. Hizo campaña para persuadir a los no musulmanes a convertirse al islam debido a que percibió que la unidad solo puede lograrse a través de una religión y lenguaje comunes, donde también hizo que el idioma malayo fuera el idioma oficial de Sabah al limitar la importancia del inglés como idioma. Para febrero de 1974, alrededor de 75,000 sabahianos no musulmanes se habían convertido al islam, que rápidamente aumentó a 95,000 en 1975.

### Ayuda a los rebeldes del sur de Filipinas
Durante el mandato de Mustapha como Ministro Principal de Sabah, este tenía la visión de hacer que el islam fuera la religión mayoritaria en el estado. Por lo tanto, para lograrlo, protegió activamente a los refugiados musulmanes de Filipinas y a sus similares. También se cree que Mustapha ayudó a los Moro en su lucha por la independencia al proporcionar instalaciones de armas y entrenamiento en Malasia. Su acción fue inicialmente tolerada por el gobierno federal porque fue consecuente en la entrega de votos musulmanes, así como por su continuo respaldo al gobierno de Malasia, que más tarde logró convertir al islam en la religión principal de Sabah.

### Deposición
Sin embargo, la relación entre Malasia y Filipinas se deterioró como consecuencia del apoyo de Mustapha a los rebeldes Moro y, en un esfuerzo de fortalece sus relaciones con el gobierno filipino, el gobierno federal advirtió a Mustapha para que dejara de ayudar a los rebeldes. En respuesta a esto, Mustapha amenazó con declarar unilateralmente la independencia de su estado del resto de la nación, lo que provocó que finalmente Abdul Razak ordenara la intervención federal de Sabah el 1 de noviembre de 1975, siendo sacado Mustapha de la gobernación y reemplazado por Mohamad Said Keruak. Como recompensa por la deposición de Harun, Filipinas puso fin a la disputa territorial por el Norte de Borneo en 1977. La oposición, encabezada por el partido BERJAYA, ganó las elecciones de 1976 y puso fin al reinado de la USNO.

## Fallecimiento y legado

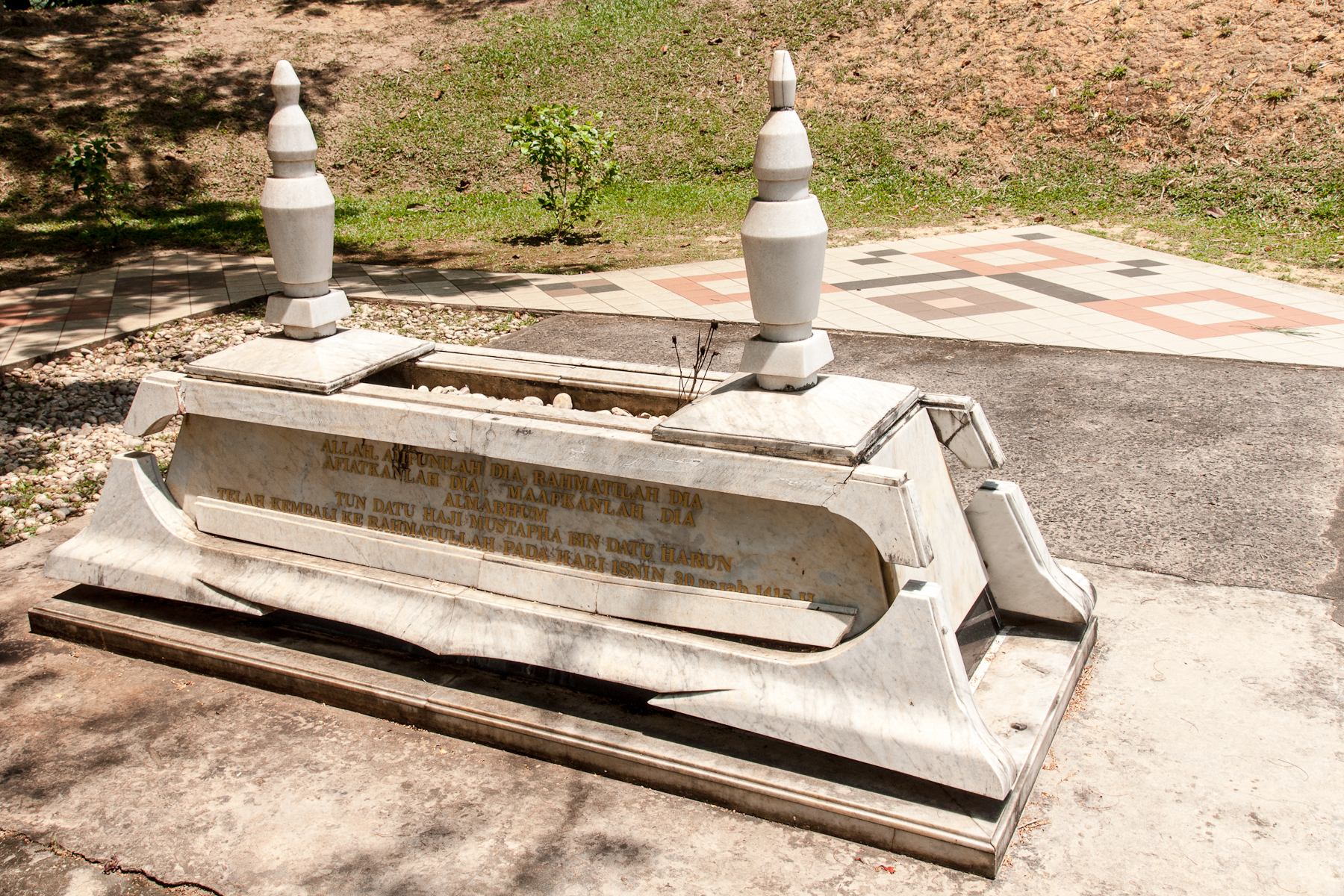
Putatan, Sabah: Taman Memorial Tun Datu Mustapha

Mustapha Harun murió el 2 de enero de 1995 en el Centro Médico Sabah, Teluk Likas, Kota Kinabalu, a la edad de 76 años. Fue enterrado en el cementerio musulmán de Kampung Ulu / Ulu Seberang, Putatan , distrito de Penampang, que antiguamente fue utilizado como fortaleza por el fallecido Paduka Mat Salleh y el gobierno del estado nombró el cementerio "Taman Memorial Tun Datu Haji Mustapha". Su monumento no está en Tambunan. El Memorial Tun Datu Mustapha en Tambunan está destinado a su tío lejano, Paduka Mat Salleh.